# Richard Almeida de Oliveira
Richard Almeida de Oliveira (São Paulo, 20 maart 1989) is een Azerbeidzjaans-Braziliaans voetballer die doorgaans speelt als middenvelder. In februari 2025 verruilde hij FK Qarabağ voor Primavera. Almeida maakte in 2017 zijn debuut in het Azerbeidzjaans voetbalelftal.

## Clubcarrière
Almeida speelde in de jeugd van Santo André en maakte op 3 april 2010 zijn debuut in het Paulistão, toen met 1–1 gelijkgespeeld werd op bezoek bij Rio Claro. Voor Santo André speelde hij in 2010 vier wedstrijden. In de zomer van dat jaar werd hij voor de duur van twee seizoenen op huurbasis aangetrokken door het Portugese Gil Vicente. Voor die club ging de middenvelder spelen in de Segunda Liga. Zijn debuut voor Gil Vicente maakte Almeida op 29 augustus. Op die dag was zijn club met 2–1 te sterk voor Trofense. Zijn eerste professionele doelpunt volgde voor de Braziliaan op 6 januari 2011, tijdens een gelijkspel op bezoek bij Penafiel. In de tweeëntwintigste minuut zette hij Gil Vicente op voorsprong, maar zes minuten voor het einde van de wedstrijd kwam de tegenpartij op 2–2. In zijn eerste seizoen in Portugal wist Gil Vicente kampioen van de Segunda Liga te worden en hierop werd promotie naar de Primeira Liga bereikt. In die competitie speelde Almeida in het seizoen 2011/12 tot negenentwintig wedstrijden te komen.
In de zomer van 2012 keerde Almeida terug naar Santo André, maar de Brazilianen wisten hem te verkopen aan FK Qarabağ. Bij zijn nieuwe club ondertekende de middenvelder een contract voor drie jaar. Zijn debuut maakte hij op 5 augustus 2012, toen met 1–1 gelijkgespeeld werd op bezoek bij Inter Bakoe. Almeida mocht in de basis starten en hij speelde het gehele duel mee. Twee weken later, op 19 augustus, speelde Qarabağ op bezoek bij Sumqayıt. Opnieuw startte de Braziliaan als basisspeler. Na veertien minuten schoot hij de bezoekers op voorsprong. Uiteindelijk zou Qarabağ het duel met 1–6 winnen. Zijn eerste seizoen in Azerbeidzjan sloot Almeida af met dertien competitietreffers in dertig duels en ook plaatste Qarabağ zich voor Europees voetbal. Hij maakte zijn debuut in Europees verband op 2 juli 2013, toen teamgenoot Reynaldo met zijn treffer tekende voor de enige treffer van het duel met Metaloerg Skopje. In november 2014 verlengde Almeida zijn verbintenis in Azerbeidzjan met drie jaar, tot medio 2018. Na afloop van deze verbintenis verliet Almeida de club. Hierop tekende Richard voor twee seizoenen bij het Kazachse Astana. Na een halfjaar keerde de Braziliaanse Azerbeidzjaan terug naar FK Qarabağ, waar hij zijn handtekening zette onder een verbintenis voor de duur van tweeënhalf jaar. Hiervan bleef hij een jaar voor hij naar Baniyas vertrok. Via Zirə keerde Richard in augustus 2021 terug bij FK Qarabağ.
Het contract van Almeida werd in februari 2025 met wederzijds goedvinden ontbonden, waarop hij terugkeerde naar Brazilië en daar bij Primavera tekende.

## Clubstatistieken
| Seizoen | Club          | Competitie     | Competitie | Competitie | Beker | Beker | Internationaal | Internationaal | Totaal | Totaal |
| Seizoen | Club          | Competitie     | Wed.       | Dlp.       | Wed.  | Dlp.  | Wed.           | Dlp.           | Wed.   | Dlp.   |
| ------- | ------------- | -------------- | ---------- | ---------- | ----- | ----- | -------------- | -------------- | ------ | ------ |
| 2010    | Santo André   | Paulistão      | 1          | 0          | 0     | 0     | —              | —              | 1      | 0      |
| 2010    | Santo André   | Série B        | 3          | 0          | 0     | 0     | —              | —              | 3      | 0      |
| 2010/11 | → Gil Vicente | Segunda Liga   | 28         | 6          | 8     | 0     | —              | —              | 36     | 6      |
| 2011/12 | → Gil Vicente | Primeira Liga  | 29         | 0          | 7     | 0     | —              | —              | 36     | 0      |
| 2012/13 | FK Qarabağ    | Premyer Liqası | 30         | 13         | 4     | 1     | —              | —              | 34     | 14     |
| 2013/14 | FK Qarabağ    | Premyer Liqası | 28         | 6          | 3     | 0     | 7              | 1              | 38     | 7      |
| 2014/15 | FK Qarabağ    | Premyer Liqası | 32         | 3          | 5     | 1     | 12             | 0              | 49     | 4      |
| 2015/16 | FK Qarabağ    | Premyer Liqası | 31         | 9          | 6     | 1     | 12             | 4              | 49     | 14     |
| 2016/17 | FK Qarabağ    | Premyer Liqası | 20         | 2          | 2     | 1     | 12             | 2              | 34     | 5      |
| 2017/18 | FK Qarabağ    | Premyer Liqası | 22         | 5          | 1     | 1     | 12             | 0              | 35     | 6      |
| 2018/19 | Astana        | Premjer-Liga   | 8          | 1          | 0     | 0     | 11             | 0              | 19     | 1      |
| 2018/19 | FK Qarabağ    | Premyer Liqası | 14         | 5          | 2     | 0     | 0              | 0              | 16     | 5      |
| 2019/20 | FK Qarabağ    | Premyer Liqası | 14         | 1          | 2     | 0     | 13             | 1              | 29     | 2      |
| 2019/20 | Baniyas       | Gulf League    | 7          | 1          | 0     | 0     | —              | —              | 7      | 1      |
| 2020/21 | Zirə          | Premyer Liqası | 20         | 0          | 3     | 0     | —              | —              | 23     | 0      |
| 2021/22 | FK Qarabağ    | Premyer Liqası | 16         | 0          | 0     | 0     | 5              | 0              | 21     | 0      |
| 2022/23 | FK Qarabağ    | Premyer Liqası | 26         | 3          | 2     | 0     | 15             | 0              | 43     | 3      |
| 2023/24 | FK Qarabağ    | Premyer Liqası | 16         | 2          | 3     | 0     | 3              | 0              | 22     | 2      |
| 2024/25 | FK Qarabağ    | Premyer Liqası | 7          | 2          | 1     | 0     | 0              | 0              | 8      | 2      |
| 2025    | Primavera     | Paulistão      | 4          | 0          | 0     | 0     | —              | —              | 4      | 0      |
| Totaal  | Totaal        | Totaal         | 356        | 59         | 49    | 5     | 102            | 8              | 507    | 72     |

Bijgewerkt op 1 maart 2025.

## Interlandcarrière
Begin 2017 werd Almeida genaturaliseerd tot Azerbeidzjaans staatsburger, toen hij een paspoort van het land ontving. Almeida debuteerde op 10 juni 2017 in het Azerbeidzjaans voetbalelftal. Op die dag werd er met 0–1 verloren van Noord-Ierland door een doelpunt van Stuart Dallas. De aanvaller mocht van bondscoach Robert Prosinečki in de basis starten en hij speelde de volledige negentig minuten mee. Zijn eerste doelpunt maakte hij in zijn achtste interland, tegen Macedonië. Na zes minuten opende hij vanuit een door scheidsrechter Halis Özkahya gegeven strafschop de score. Door een benutte strafschop van Aleksandar Trajkovski werd het uiteindelijk 1–1.
| Interlands van Richard Almeida de Oliveira voor Azerbeidzjan | Interlands van Richard Almeida de Oliveira voor Azerbeidzjan | Interlands van Richard Almeida de Oliveira voor Azerbeidzjan | Interlands van Richard Almeida de Oliveira voor Azerbeidzjan | Interlands van Richard Almeida de Oliveira voor Azerbeidzjan | Interlands van Richard Almeida de Oliveira voor Azerbeidzjan | Interlands van Richard Almeida de Oliveira voor Azerbeidzjan |
| №                                                            | Datum                                                        | Wedstrijd                                                    | Uitslag                                                      | Competitie                                                   | Goals                                                        |                                                              |
| Als speler bij FK Qarabağ                                    | Als speler bij FK Qarabağ                                    | Als speler bij FK Qarabağ                                    | Als speler bij FK Qarabağ                                    | Als speler bij FK Qarabağ                                    | Als speler bij FK Qarabağ                                    | Als speler bij FK Qarabağ                                    |
| ------------------------------------------------------------ | ------------------------------------------------------------ | ------------------------------------------------------------ | ------------------------------------------------------------ | ------------------------------------------------------------ | ------------------------------------------------------------ | ------------------------------------------------------------ |
| 1                                                            | 10 juni 2017                                                 | Azerbeidzjan – Noord-Ierland                                 | 0 – 1                                                        | WK 2018 kwalificatie                                         |                                                              |                                                              |
| 2                                                            | 1 september 2017                                             | Noorwegen – Azerbeidzjan                                     | 2 – 0                                                        | WK 2018 kwalificatie                                         |                                                              |                                                              |
| 3                                                            | 4 september 2017                                             | Azerbeidzjan – San Marino                                    | 5 – 1                                                        | WK 2018 kwalificatie                                         |                                                              |                                                              |
| 4                                                            | 5 oktober 2017                                               | Azerbeidzjan – Tsjechië                                      | 1 – 2                                                        | WK 2018 kwalificatie                                         |                                                              |                                                              |
| 5                                                            | 8 oktober 2017                                               | Duitsland – Azerbeidzjan                                     | 5 – 1                                                        | WK 2018 kwalificatie                                         |                                                              |                                                              |
| 6                                                            | 30 januari 2018                                              | Azerbeidzjan – Moldavië                                      | 0 – 0                                                        | Vriendschappelijk                                            |                                                              |                                                              |
| 7                                                            | 23 maart 2018                                                | Azerbeidzjan – Wit-Rusland                                   | 0 – 1                                                        | Vriendschappelijk                                            |                                                              |                                                              |
| 8                                                            | 27 maart 2018                                                | Azerbeidzjan – Macedonië                                     | 1 – 1                                                        | Vriendschappelijk                                            | 6' (pen.)                                                    |                                                              |
| Als speler bij Astana                                        |                                                              |                                                              |                                                              |                                                              |                                                              |                                                              |
| 9                                                            | 7 september 2018                                             | Azerbeidzjan – Kosovo                                        | 0 – 0                                                        | Nations League 2018/19                                       |                                                              |                                                              |
| 10                                                           | 10 september 2018                                            | Malta – Azerbeidzjan                                         | 1 – 1                                                        | Nations League 2018/19                                       |                                                              |                                                              |
| 11                                                           | 11 oktober 2018                                              | Faeröer – Azerbeidzjan                                       | 0 – 3                                                        | Nations League 2018/19                                       | 28', 86' (pen.)                                              |                                                              |
| 12                                                           | 14 oktober 2018                                              | Azerbeidzjan – Malta                                         | 1 – 1                                                        | Nations League 2018/19                                       |                                                              |                                                              |
| 13                                                           | 17 november 2018                                             | Azerbeidzjan – Faeröer                                       | 2 – 0                                                        | Nations League 2018/19                                       |                                                              |                                                              |
| 14                                                           | 20 november 2018                                             | Kosovo – Azerbeidzjan                                        | 4 – 0                                                        | Nations League 2018/19                                       |                                                              |                                                              |
| Als speler bij FK Qarabağ                                    |                                                              |                                                              |                                                              |                                                              |                                                              |                                                              |
| 15                                                           | 21 maart 2019                                                | Kroatië – Azerbeidzjan                                       | 2 – 1                                                        | EK 2020 kwalificatie                                         |                                                              |                                                              |
| 16                                                           | 25 maart 2019                                                | Azerbeidzjan – Litouwen                                      | 0 – 0                                                        | Vriendschappelijk                                            |                                                              |                                                              |
| 17                                                           | 8 juni 2019                                                  | Azerbeidzjan – Hongarije                                     | 1 – 3                                                        | EK 2020 kwalificatie                                         |                                                              |                                                              |
| 18                                                           | 11 juni 2019                                                 | Azerbeidzjan – Slowakije                                     | 1 – 5                                                        | EK 2020 kwalificatie                                         |                                                              |                                                              |
| 19                                                           | 6 september 2019                                             | Wales – Azerbeidzjan                                         | 2 – 1                                                        | EK 2020 kwalificatie                                         |                                                              |                                                              |
| 20                                                           | 9 oktober 2019                                               | Bahrein – Azerbeidzjan                                       | 2 – 3                                                        | Vriendschappelijk                                            |                                                              |                                                              |
| 21                                                           | 13 oktober 2019                                              | Hongarije – Azerbeidzjan                                     | 1 – 0                                                        | EK 2020 kwalificatie                                         |                                                              |                                                              |
| 22                                                           | 16 november 2019                                             | Azerbeidzjan – Wales                                         | 0 – 2                                                        | EK 2020 kwalificatie                                         |                                                              |                                                              |
| 23                                                           | 29 maart 2022                                                | Azerbeidzjan – Letland                                       | 0 – 1                                                        | Vriendschappelijk                                            |                                                              |                                                              |
| 24                                                           | 6 juni 2022                                                  | Wit-Rusland – Azerbeidzjan                                   | 0 – 0                                                        | Nations League 2022/23                                       |                                                              |                                                              |
| 25                                                           | 10 juni 2022                                                 | Azerbeidzjan – Slowakije                                     | 0 – 1                                                        | Nations League 2022/23                                       |                                                              |                                                              |
| 26                                                           | 13 juni 2022                                                 | Azerbeidzjan – Wit-Rusland                                   | 2 – 0                                                        | Nations League 2022/23                                       |                                                              |                                                              |
| 27                                                           | 22 september 2022                                            | Slowakije – Azerbeidzjan                                     | 1 – 2                                                        | Nations League 2022/23                                       |                                                              |                                                              |
| 28                                                           | 16 november 2022                                             | Moldavië – Azerbeidzjan                                      | 1 – 2                                                        | Vriendschappelijk                                            |                                                              |                                                              |
| 29                                                           | 20 november 2022                                             | Noord-Macedonië – Azerbeidzjan                               | 1 – 3                                                        | Vriendschappelijk                                            |                                                              |                                                              |
| 30                                                           | 24 maart 2023                                                | Oostenrijk – Azerbeidzjan                                    | 4 – 1                                                        | EK 2024 kwalificatie                                         |                                                              |                                                              |
| 31                                                           | 27 maart 2023                                                | Zweden – Azerbeidzjan                                        | 5 – 0                                                        | EK 2024 kwalificatie                                         |                                                              |                                                              |

Bijgewerkt op 1 maart 2025.

## Erelijst
| Competitie        |             |                                                                                          |             |             |
| Competitie        | Aantal      | Jaren                                                                                    |             |             |
| Gil Vicente       | Gil Vicente | Gil Vicente                                                                              | Gil Vicente | Gil Vicente |
| ----------------- | ----------- | ---------------------------------------------------------------------------------------- | ----------- | ----------- |
| Segunda Liga      | 1           | 2010/11                                                                                  |             |             |
| FK Qarabağ        |             |                                                                                          |             |             |
| Premyer Liqası    | 10          | 2013/14, 2014/15, 2015/16, 2016/17, 2017/18, 2018/19, 2021/22, 2022/23, 2023/24, 2024/25 |             |             |
| Azərbaycan Kuboku | 5           | 2014/15, 2015/16, 2016/17, 2021/22, 2023/24                                              |             |             |